# 4-ثيو يوريدين
الـ4-ثيو يوريدين (بالإنجليزية: 4-Thiouridine )‏ واختصارا (س4ي) هو نوكليوسيد قاعدته النيتروجينية 4-ثيو يوراسيل وهي مشتق مكبرت لليوراسيل مرتبطة بسكر الريبوز. وهو واحد من تعديلات مابعد النسخ الذي يتواجد غالبا في مقابلة الرامزة لدى بعض جزيئات الرنا الناقل.